# Кымджонсансон
Кымджонсансон (кор. 금정산성) — самая большая крепость в Корее. Расположена на горе Кымджонсан (кор. 금정산) города-метрополии Пусан. 9 февраля 1971 года была занесена в список исторических мест Кореи под №215.

## История
После японского вторжения на Корейский полуостров в 1592 году и маньчжурских вторжений в 1627 и затем в 1637 году монархи династии Чосон осознали необходимость в укреплении защиты полуострова от вторжений, особенно его береговой линии. В итоге к 1703 году была возведена крепость Кымджонсан. Внутренние и внешние стены крепости были в основном сложены из натурального камня, но некоторые участки — из искусственных квадратных каменных блоков. Стены крепости имели около 17 км в длину и от 1,5 м до 3 м в высоту. Площадь, окружённая крепостью, составляла около 8,2 км².
До 1700 года в этой части Корейского полуострова крепости уже существовали. Флотоводец Ли Джихён оставил запись, датируемую 1667 годом, в которой упоминает руины старой крепости на этом месте. Строительство крепости началось в 1701 году по распоряжению губернатора Кёнсандо Чо Тхэдона и было завершено в 1703 году. В 1707 году вокруг главной части крепости были возведены стены.
Эта крепость, однако, на деле практически не использовалась, поскольку была слишком больших размеров, чтобы её можно было оборонять. Простояв пустой в течение столетия, она была реконструирована в 1807 году. Мэр окружного города Тоннэ О Ханвон руководил строительством западных ворот в 1807 году, отдав в следующем году приказ о строительстве ещё одних. Сохранилась стела, содержащая надпись о строительстве этих ворот.
В период японской оккупации Кореи (1910—1945) крепость была разрушена, однако к 1972 году началась её реконструкция. Восточные, западные и южные ворота были реконструированы к 1974 году, северные — к 1989 году. Благодаря реконструкции на сегодняшний день восстановлены и сохранены множество участков стен и четверо ворот. С 1996 по 2010 год проводилась новая реставрация, включавшая три этапа.
Одна из четырёх сохранившихся наблюдательных вышек, «башня № 1», расположенная в юго-западной части крепости, была разрушена тайфуном утром 1 сентября 2002 года. Территория вокруг южных ворот является популярным местом для туристов. Западные ворота, хотя и являются наиболее впечатляющими из четырёх, посещаются туристами не столь часто, так как попасть к ним сложнее.